# Kino-Pravda
Kino-Pravda (em russo: Кино-Правда, trad. "Cinema-Verdade") foi uma série de documentários soviéticos feitos por Dziga Vertov, Elizaveta Svilova e Mikhail Kaufman.

## Conceito
Para além dos filmes em si mesmos, como obras cinematográficas, o Kino-Pravda foi um conceito inventado por Vertov para a captação da realidade por meio do cinema. Do ponto de vista da estética do cinema, portanto, Vertov, com este conceito de Cinema-verdade (Kino-Pravda) e um outro conceito também importante para sua contribuição à linguagem cinematográfica, o de Cine-olho (Kino-Glaz), recusa tanto a simples e mecanicista reprodução mimética da aparência imediata, quanto as sugestões simbolistas de Eisenstein. Seus filmes eram baseados no princípio da filmagem concreta da realidade cotidiana, com mínimas interferências de quem observa esta realidade e num método de montagem em que se recusava toda forma de construção artificial da ligação entre os planos filmados que desse novos sentidos à realidade concreta filmada. Posteriormente, na história do documentário cinematográfico, duas tendências semelhantes, mas com características novas, iriam se desdobrar destes princípios marcantes do cinema de Dziga Vertov, o Cinema direto, em sua versão norteamericana (gravitando em torno de Robert Drew e Richard Leacock), e o Cinema verdade, na versão francesa (gravitando em torno de Jean Rouch).